# Libnotes (Libnotes) notatinervis
Libnotes (Libnotes) notatinervis is een tweevleugelige uit de familie steltmuggen (Limoniidae). De soort komt voor in het Oriëntaals gebied.